# Jingzhong Wuxiang
Jingzhong Wuxiang (ur. 684, zm. 762 lub ur. 680, zm. 765; chiń. 浄衆無相 pinyin Jìngzhòng Wúxiāng; kor. 정중무상 Chǒngjung Musang, jap. Jōshū Musō, wiet. Tịnh Chúng Vô Tương) – koreański mistrz chan działający w Syczuanie, założyciel lokalnej szkoły jingzhong.

## Życiorys
Mistrz Wuxiang (kor. Musang), którego rodzinne nazwisko to Kim, pochodził z książęcego rodu koreańskiego królestwa Silli, prawdopodobnie Sŏngdŏka (pan. 702-736). Był trzecim synem króla Silli. Został mnichem, gdy jego siostra zaręczona została bez jej woli i pocięła sobie twarz nożem. Zadziwiony swoim brakiem ducha w kontraście ze zdecydowaniem jego siostry, wstąpił do klasztoru Kunnan i przyjął pełną ordynację mnisią.
Następnie udał się w 728 r. drogą morską do cesarstwa Tangów. Podobno w Chang’anie został przyjęty na audiencji przez cesarza Xuanzonga, który nakazal mu pobyt w klasztorze Chanding. Po jakimś czasie rozpoczął wędrówkę po Chinach w poszukiwaniu nauczyciela. Według niektórych źródeł dotarł do Syczuanu i tam został uczniem mistrza chan Zizhou Zhishena (609-702), jednak ów mistrz zmarł na długo przed przybyciem Musanga. W każdym razie ostatecznie dotarł do klasztoru Dechun w Zizhou. Mistrz chan Zizhou Chuji (669-736(uczeń mistrza Zhishena), znany także jako Tang Chuji, z powodu choroby nie wyszedł go powitać, więc Wuxiang spalił swój palec w ofierze dla mistrza. Chuji zorientował się jak zdeterminowanego ma ucznia i przez 2 lata Wuxiang był jego najbliższym uczniem.
Po 2 latach praktyki u mistrza Wuxiang udał się w góry Tiangu. Wuxiang żył na górze prowadząc ascetyczne praktyki, jego szata była zielona, gdy nie miał nic do jedzenia – jadł ziemię. Ochraniały go dzikie zwierzęta. 
Gdy wojskowy komisarz z Yizhou Zhangqiu Jianqiong (na tym stanowisku w latach 739-746) poprosił go o "otwarcie Dharmy chanu". Wuxiang rozpoczął nauczanie w klasztorze Jingzhong w Chengdu, w którym spędził nauczając ponad 20 lat. Prawdopodobnie ok. 756 r. jego brat, który został królem jako Kyŏngdŏk, wykorzystał poselstwo do cesarza Xuanzonga i wysłał zabójcę, aby zabić Musanga w Chengdu.
W 751 r. Tybetańczycy wysłali delegację do Chin w celu poszukiwania Dharmy. Spotkała się ona z Wuxiangiem, który poprowadził ich praktykę i nauczanie.
15 dnia 5 miesiąca 762 r. Wuxiang nagle pomyślał o swoim uczniu, mistrzu chan Wuzhu, który w tym czasie przebywał na górze Baiyai. Gdy Wuzhu nie pojawiał się, posłał pracownika klasztoru – Donga Xuana – do Wuzhu z weryfikacją przekazu Dharmy i szatą Bodhidharmy.
19 dnia 5 miesiąca mistrz poprosił o świeżą białą szatę. Wykąpał się. Zmarł w pozycji medytacyjnej w środku nocy w godzinie szczura (23:00–1:00).
Po jego śmierci wzniesiono stupę "wielkiemu mistrzowi z Haedong" (chiń. Haidong dashi). Prefekt Zizhou skomponował napis na steli, a później znany poeta Li Shangyin (812-858) dołączył Musanga do jego "Steli Gmachu Czterech Przebudzonych z Zizhou" (chiń. "Zizhou Sizhengtang bei[ming]").

## Znaczenie mistrza i nauki mistrza
Mistrz Wuxiang był pierwszym mistrzem chan znanym Tybetańczykom. Mnisi z Tybetu praktykowali w jego klasztorze. Cieszył się w Tybecie wielkim prestiżem. 
Gdy jego sława dotarła do Silli, prawdopodobnie spowodowała napływ innych mnichów z Silli do Chin; Wŏnjŏk Toŭi przybył w 784 r., Hyeso - w 804, a Muyŏm - w 821 r. 
Słynął z krańcowego ascetyzmu, co nadawało mu także aurę cudotwórcy. Lubił także podsumowywać swoje nauki wyrażeniem "wuyi, wunian, mowang", czyli "bez wspominania, bez myślenia i bez zapominania". "Bez wspominania" równał z moralnością (sans. śīla), "bez myślenia" - z medytacją (sans. samādhi), a "bez zapominania" - z mądrością (sans. prajñā). Twierdził także, że owe trzy wyrażenia był pierwotnie przekazane przez Bodhidharmę. 
Jego biografia w Song gaoseng zhuan i inskrypcja Li Shangyina wykazują, że stał się przedmiotem kultu. Cieszył się także estymą wśród swoich rodaków, którzy przybywali do Chin odwiedzić miejsca z nim związane.
Jedną z jego szczególnych praktyk była praktyka nianfo (recytowania imienia buddy), wykonywana w specjalnym wokalnym stylu. Zapewne nie była ona jednak całkowicie tożsama z praktyką nianfo prowadzoną w Szkole Czystej Krainy, gdyż autorzy Lidai fabao ji – krańcowo przeciwni wszelkim formom liturgii – nie krytykują go. Klasztor Jingzhong był uprzednio klasztorem związanym z Czystą Krainą. I chociaż w oparciu o nauki nagłego oświecenia atakują oni oponentów w postaci mistrzów winai i taoistów, to najwyraźnie zacieranie granic pomiędzy chanem a szkołą Czystej Krainy nie niepokoiło ich.
Mistrz zdecydowanie stał na stanowisku propagatora nauk nagłego oświecenia. Jego styl praktyki określały "trzy frazy Wuxianga": niewspominanie (śmiertelność), niemyślenie (koncentracja) i niezapominanie (mądrość).
Jednym z ważnych elementów jego stylu praktyki była ceremonia kaiyuan, kombinacja mnisiej ordynacji i przekazu Dharmy chanu. Ceremonia taka zapowiadana była na miesiąc lub dwa wcześniej. Świeckie kobiety, świeccy mężczyźni, mnisi i mniszki zbierali się w jego klasztorze. Najpierw, przez ok. od 3 do 5 tyg., prowadzono ceremonię wyznawania (swoich złych uczynków). Po jej zakończeniu odbywała się główna ceremonia, która składała się z trzech etapów
- wspólne wykonywanie praktyki nianfo
- nauczanie
- medytacja[11].

## Linia przekazu Dharmy zen
Pierwsza liczba oznacza liczbę pokoleń od Pierwszego Patriarchy chan w Indiach Mahakaśjapy. 
Druga liczba oznacza liczbę pokoleń od Pierwszego Patriarchy chan w Chinach Bodhidharmy.
Trzecia liczba oznacza początek nowej linii przekazu w innym kraju.
- 28/1. Bodhidharma (zm. 543?)
  - 29/2. Dazu Huike (487-594) 
    - 30/3. Jianzhi Sengcan (zm. 606)
      - 31/4. Dayi Daoxin (579-651)
        - 32/5. Daman Hongren (601-674)
          - 33/6. Zizhou Zhishen[12] (609–702) (Zhixian)
            - 34/7. Zizhou Chuji (669–736)
              - 35/8. Chengyuan (712-802)
                - 36/9. Fazhao (zm. 820)

              - 35/8. Jingzhong Wuxiang (684-762) koreański mistrz chan Kim Musang działający w Chinach. Szkoła jingzhong
                - 36/9. Baotang Wuzhu[13] (714–774) szkoła baotang
                - 36/9. Sang-shi Tybetańczyk
                - 36/9. Jingzhong Shenhui (720–794)
                - 36/9. Tongchuan Ji
                - 36/9. Mazu Daoyi (709-788) (bez przekazu Dharmy)